# Hydroporus despectus
Hydroporus despectus är en skalbaggsart som beskrevs av Sharp 1882. Hydroporus despectus ingår i släktet Hydroporus och familjen dykare. Inga underarter finns listade i Catalogue of Life.